# Rubidograptis
Rubidograptis is een geslacht van vlinders van de familie bladrollers (Tortricidae).

## Soorten
- R. praeconia (Meyrick, 1937)
- R. regulus Razowski, 1981